# ロマン・ポランスキー
ロマン・ポランスキー（Roman Polanski、1933年8月18日 - ）は、フランス出身の映画監督である。

## 経歴

### 生い立ち
ユダヤ教徒のポーランド人の父親と、カトリック教徒でロシア生まれのポーランド人の母親の間に、パリ11区で生まれる。出生時の名前はライムント・ロマン・リープリンク（Rajmund Roman Liebling）。3歳のとき一家はポーランドのクラクフに引っ越し、そこで幼少期を過ごした。
第二次世界大戦時は、ドイツがクラクフに作ったユダヤ人ゲットーに押し込められた。ゲットーのユダヤ人が一斉に強制連行される直前、父親はゲットーの有刺鉄線を切って穴を作り、ポランスキーはその穴から脱出に成功したが、両親はそのまま強制収容所へと送られた。その後、母親はアウシュヴィッツ＝ビルケナウ強制収容所で虐殺された。母親はこの時妊娠していたとポランスキーは証言している。父親はナチスにより採石場で強制労働をさせられていたが、終戦まで生き残った。
またポランスキー自身も、ドイツに占領されたフランスのヴィシー政権下における「ユダヤ人狩り」から逃れるため、各地を転々と逃亡した。この体験がポランスキーの作品に深く影響を与えることとなった。

### 俳優
第二次世界大戦終結後にポーランドへ戻り、生き延びた父親と再会した。その後は映画に興味を持ち、ウッチ映画大学で学んだ後、冷戦下の1950年代にポーランドで俳優として活動を始める。いくつかのポーランド映画に出演後、自由な表現活動を求めてフランスに移った。

### 映画監督
1962年に『水の中のナイフ』で長編映画監督デビューを果たす。共産党一党独裁体制のポーランドでは黙殺されたが、西ヨーロッパを中心とした民主国家では絶賛され、ポーランド作品初のアカデミー外国語映画賞への出品、及びノミネートも果たした。その評判に惹かれるように1963年にイギリスへ渡ると、その翌年に『反撥』でベルリン国際映画祭で審査員特別賞を受賞。更に翌年には『袋小路』でも同じくベルリン国際映画祭でグランプリにあたる金熊賞を受賞し、2年連続での受賞となった。その後、更なる活躍の場を求めてアメリカに移住し、ハリウッド映画『ローズマリーの赤ちゃん』（1968年）を監督。作品は大ヒットし、ポランスキーはハリウッドの寵児となる。

### シャロン・テートとの結婚と悲劇
イギリスにて製作していた『吸血鬼』に出演した女優シャロン・テートと1968年に結婚する。しかし翌1969年8月9日、テートは友人らとロサンゼルスの自宅でパーティーの最中、チャールズ・マンソン率いるカルト教団に襲われ惨殺された。当時、テートはポランスキーの子を身ごもっており、妊娠8ヶ月だった（事件とその後の詳細はTate and four others were murderedを参照）。
ポランスキーはロンドンで映画の脚本執筆中に悲報を受け、急遽アメリカに帰国した。ロバート・エヴァンズの自伝『くたばれ！ハリウッド（原題The Kid Stays in the Picture）』によると、当時ポランスキーは憔悴しており医師による鎮静剤の投与が必要だったという。この事件でポランスキーはマスコミから多くの誹謗中傷を受けた。
しかもこの事件は人違い殺人であった。事件が起きた邸宅は、ポランスキー夫妻が借りる前はミュージシャンのテリー・メルチャーが居住していた。ミュージシャン志望だったマンソンがメルチャーを訪ねたが、プロへの道に繋がらず、その逆恨みが襲撃の動機であった。
事件当夜、スティーブ・マックイーン、パラマウントの重役だったロバート・エヴァンズ、ポランスキーの格闘技の師匠であったブルース・リーなどもパーティーに招かれていたが、行かなかったことで惨劇を免れた。
生まれることなく死んだ子供は、後にポランスキーによってテートと自らの父の名を取ってポール・リチャード・ポランスキーと名付けられた。ポール・リチャードもテートとともに埋葬された。

### 事件後の復活と性犯罪有罪判決
テート殺害に強いショックを受けたポランスキーは、アメリカからヨーロッパへ戻った。しかし1974年、『チャイナタウン』の監督を依頼され、アメリカに帰国。脚本家のロバート・タウンと激しく対立しながらも、完成した映画は高評価を得てアカデミー監督賞にノミネート。ゴールデングローブ賞 監督賞と英国アカデミー賞 監督賞を受賞した。

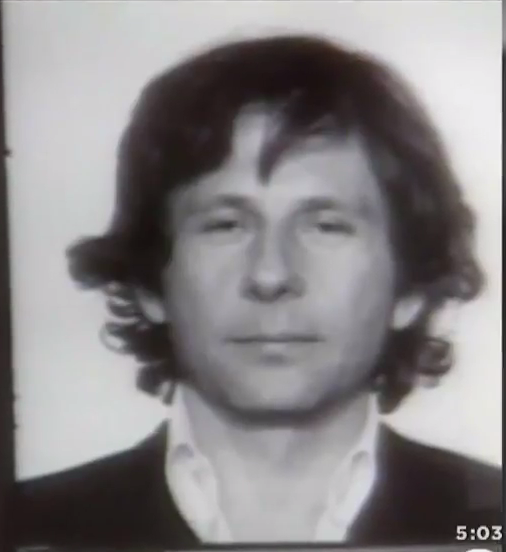
1977年撮影

人気絶頂だった1977年にジャック・ニコルソン邸で、当時13歳の子役モデルに性的行為（強姦・アナルセックス）をした容疑で逮捕される（事件の詳細はRoman Polanski sexual abuse caseを参照）。当初は容疑を否認していたが、司法取引による減刑と引き換えに罪を認めた。これについては後に無実を主張し「これは冤罪であり、少女とその母親による恐喝の対象になっていた」と述べている。
有罪を認めた後、42日間の勾留後に一旦仮釈放された。その後、事件の担当裁判官が司法取引を拒否し、複数の児童性犯罪で懲役50年の刑を科す可能性が高いと知り、量刑公聴会に出席せず逃亡することを決意した。
ポランスキーは判決を受ける前日、有効だったパスポートで自宅のあるロンドン行きの飛行機に乗り込んで逃亡し、翌日にはフランスへと入国した。以降、彼はフランス国民として引き渡しから保護されており、アメリカへは一度も入国していない。しかし、逃亡によってアメリカから国際指名手配を受け、後のスイスでの身柄拘束に繋がることとなる。
1978年にフランスに移り、市民権を取得した。1989年には女優のエマニュエル・セニエと再婚している（1993年に誕生した長女モルガン・ポランスキー、1998年に誕生した長男エルヴィス・ポランスキーはいずれも俳優である）。1979年の作品『テス』で主演をつとめたナスターシャ・キンスキーとも性的関係を結んでいた。2010年に女優のシャーロット・ルイスが「わたしもロマン・ポランスキーの被害者のひとり。彼は16歳のわたしに最悪の方法で性的虐待を加えた」と記者会見で公表、監督のアパートで性的虐待を受けたことを告発した。
2017年、アーティストのマリアンヌ・バーナードは、10歳の時にカリフォルニアの海岸でポランスキーから全裸になるよう強要され、淫らな行いをされたと告発した。ポランスキーは証言の内容を全面的に否定した。

### 現在
アメリカからの逃亡後はヨーロッパを活動拠点とし、『フランティック』や『赤い航路』『死と処女』『ナインスゲート』など次々に作品を発表。2002年公開の『戦場のピアニスト』で第55回カンヌ国際映画祭パルムドール及びアカデミー監督賞を受賞した（上記の問題による逮捕・収監を免れるため、アメリカで行われているアカデミー賞授賞式には出席せず）。このオスカー受賞当時、ポランスキーは69歳7ヶ月であり、同賞の最年長受賞者となった(この記録はクリント・イーストウッドが74歳で受賞した2005年に破られた)。また、自身が墓場まで持っていきたい作品に『戦場のピアニスト』を挙げている。
2009年9月、チューリッヒ映画祭の「生涯功労賞」授与式に出席するためスイスに滞在中、前述の少女への淫行でスイス司法当局に身柄を拘束された。アメリカは身柄引き渡しを要求したが、スイスはこれを拒否。2010年7月12日に釈放を決定した。
2010年には『ゴーストライター』で第60回ベルリン国際映画祭監督賞を受賞。2019年の『オフィサー・アンド・スパイ』では第76回ヴェネツィア国際映画祭審査員大賞を受賞し、世界三大映画祭の主要部門を制覇した。
2018年5月、前述の性的行為を理由としてビル・コズビーとともに映画芸術科学アカデミーから除名された。
2023年、ポランスキー氏が1973年にロサンゼルスの自宅で当時16歳の女性に酒を飲ませて性暴行を加えたということで、被害者女性は主張した。2023年、被害者女性がロサンゼルス郡高等裁判所に民事訴訟を提起したが、訴訟が提起された当時、ポランスキー氏側は弁護士を通じてこのような主張を強く否定し、訴訟を起こす意向を明らかにした。
民事訴訟の提起の翌年2024年10月、事件当時未成年だった被害者（原告）から訴えられた未成年者への性的暴行裁判で、「両当事者が満足する形で」ポランスキーと原告が和解に達したと、弁護士が発表した。2025年8月4日に公判を予定していたが、和解を受けて、ロサンゼルス上級裁判所が正式に訴訟を却下した。

## その他
- ポーランド語、ロシア語、英語、フランス語、スペイン語に堪能。ただし英語には強い訛りがある。
- 日本では慣用的にポランスキーと呼ばれているが、ポーランド語ではPolańskiと綴り[pɔˈlaɲskʲi]（ポラィンスキィ）と読む。
- 1976年に香港で開催されたミス・ユニバース世界大会で、バレリーナのマーゴ・フォンテイン、女優のブリット・エクランドらと共に審査員を務めた。

## 主な作品

### 監督
- タンスと二人の男 DWAJ LUDZIE Z SZAFA / TWO MEN AND A WARDROBE（1958年）…短編（18'）
- 水の中のナイフ Nóż w wodzie（1962年）
- 世界詐欺物語 Le plus belles escroqueries du monde（1964年）
- 反撥 Repulsion（1965年）
- 袋小路 Cul-de-sac（1966年）
- 吸血鬼 The Fearless Vampire Killers（1967年）
- ローズマリーの赤ちゃん Rosemary's Baby（1968年）
- マクベス Macbeth（1971年）
- ポランスキーの 欲望の館 What?（1972年）
- チャイナタウン Chinatown（1974年）
- テナント/恐怖を借りた男 The Tenant / Le Locataire（1976年）
- テス Tess（1979年）
- ポランスキーの パイレーツ Pirates（1986年）
- フランティック Frantic（1988年）
- 赤い航路 Bitter Moon（1992年）
- 死と処女 Death and the Maiden（1994年）
- ナインスゲート The Ninth Gate（1999年）
- 戦場のピアニスト The Pianist（2002年）
- オリバー・ツイスト Oliver Twist（2005年）
- それぞれのシネマ To Each His Own Cinema（2007年）
- ゴーストライター The Ghost Writer（2010年）
- おとなのけんか Carnage（2011年）
- 毛皮のヴィーナス La Vénus à la fourrure（2013年）
- 告白小説、その結末 D'après une histoire vraie（2017年）
- オフィサー・アンド・スパイ J'accuse（2019年）

### 出演
- 世代 Pokolenie（1954年）
- マジック・クリスチャン The Magic Christian（1969年）
- 処女の生血 Blood for Dracula（1974年）
- バック・イン・ザ・USSR Back in the U.S.S.R.（1992年）
- 他人のそら似 Grosse fatigue（1994年）
- 記憶の扉 Pura formalità, Una（1994年）
- ラッシュアワー3 Rush Hour 3（2007年）

## 受賞歴
| 賞                                   | 年     | 部門                 | 作品                           | 結果       |
| ------------------------------------ | ------ | -------------------- | ------------------------------ | ---------- |
| ヴェネツィア国際映画祭               | 1962年 | 国際映画批評家連盟賞 | 『水の中のナイフ』             | 受賞       |
| ヴェネツィア国際映画祭               | 1993年 | 栄誉金獅子賞         | -                              | 受賞       |
| ヴェネツィア国際映画祭               | 2019年 | 審査員大賞           | 『オフィサー・アンド・スパイ』 | 受賞       |
| ヴェネツィア国際映画祭               | 2019年 | 国際映画批評家連盟賞 | 『オフィサー・アンド・スパイ』 | 受賞       |
| アカデミー賞                         | 1963年 | 外国語映画賞         | 『水の中のナイフ』             | ノミネート |
| アカデミー賞                         | 1968年 | 脚色賞               | 『ローズマリーの赤ちゃん』     | ノミネート |
| アカデミー賞                         | 1974年 | 作品賞               | 『チャイナタウン』             | ノミネート |
| アカデミー賞                         | 1974年 | 監督賞               | 『チャイナタウン』             | ノミネート |
| アカデミー賞                         | 1980年 | 作品賞               | 『テス』                       | ノミネート |
| アカデミー賞                         | 1980年 | 監督賞               | 『テス』                       | ノミネート |
| アカデミー賞                         | 2002年 | 作品賞               | 『戦場のピアニスト』           | ノミネート |
| アカデミー賞                         | 2002年 | 監督賞               | 『戦場のピアニスト』           | 受賞       |
| 英国アカデミー賞                     | 1962年 | 総合作品賞           | 『水の中のナイフ』             | ノミネート |
| 英国アカデミー賞                     | 1974年 | 作品賞               | 『チャイナタウン』             | ノミネート |
| 英国アカデミー賞                     | 1974年 | 監督賞               | 『チャイナタウン』             | 受賞       |
| 英国アカデミー賞                     | 2002年 | 作品賞               | 『戦場のピアニスト』           | 受賞       |
| 英国アカデミー賞                     | 2002年 | 監督賞               | 『戦場のピアニスト』           | 受賞       |
| ベルリン国際映画祭                   | 1965年 | 審査員特別賞         | 『反撥』                       | 受賞       |
| ベルリン国際映画祭                   | 1965年 | 国際映画批評家連盟賞 | 『反撥』                       | 受賞       |
| ベルリン国際映画祭                   | 1966年 | 金熊賞               | 『袋小路』                     | 受賞       |
| ベルリン国際映画祭                   | 2010年 | 監督賞               | 『ゴーストライター』           | 受賞       |
| ゴールデングローブ賞                 | 1968年 | 脚本賞               | 『ローズマリーの赤ちゃん』     | ノミネート |
| ゴールデングローブ賞                 | 1974年 | 作品賞 (ドラマ部門)  | 『チャイナタウン』             | 受賞       |
| ゴールデングローブ賞                 | 1974年 | 監督賞               | 『チャイナタウン』             | 受賞       |
| ゴールデングローブ賞                 | 1980年 | 監督賞               | 『テス』                       | ノミネート |
| ゴールデングローブ賞                 | 1980年 | 外国語映画賞         | 『テス』                       | 受賞       |
| ゴールデングローブ賞                 | 2002年 | 作品賞 (ドラマ部門)  | 『戦場のピアニスト』           | ノミネート |
| 全米監督協会賞                       | 1968年 | 長編映画監督賞       | 『ローズマリーの赤ちゃん』     | ノミネート |
| 全米監督協会賞                       | 1974年 | 長編映画監督賞       | 『チャイナタウン』             | ノミネート |
| 全米監督協会賞                       | 2002年 | 長編映画監督賞       | 『戦場のピアニスト』           | ノミネート |
| フランス映画批評家協会賞             | 1969年 | 外国語映画賞         | 『ローズマリーの赤ちゃん』     | 受賞       |
| ダヴィッド・ディ・ドナテッロ賞       | 1969年 | 外国監督賞           | 『ローズマリーの赤ちゃん』     | 受賞       |
| ダヴィッド・ディ・ドナテッロ賞       | 2003年 | 外国映画賞           | 『戦場のピアニスト』           | 受賞       |
| ナショナル・ボード・オブ・レビュー賞 | 1971年 | 作品賞               | 『マクベス』                   | 受賞       |
| ボディル賞                           | 1975年 | アメリカ映画賞       | 『チャイナタウン』             | 受賞       |
| ニューヨーク映画批評家協会賞         | 1965年 | 監督賞               | 『反撥』                       | 次点       |
| ニューヨーク映画批評家協会賞         | 1980年 | 外国語映画賞         | 『テス』                       | 次点       |
| ロサンゼルス映画批評家協会賞         | 1980年 | 監督賞               | 『テス』                       | 受賞       |
| ボストン映画批評家協会賞             | 1980年 | 監督賞               | 『テス』                       | 受賞       |
| ボストン映画批評家協会賞             | 2002年 | 作品賞               | 『戦場のピアニスト』           | 受賞       |
| ボストン映画批評家協会賞             | 2002年 | 監督賞               | 『戦場のピアニスト』           | 受賞       |
| セザール賞                           | 1980年 | 作品賞               | 『テス』                       | 受賞       |
| セザール賞                           | 1980年 | 監督賞               | 『テス』                       | 受賞       |
| セザール賞                           | 2003年 | 作品賞               | 『戦場のピアニスト』           | 受賞       |
| セザール賞                           | 2003年 | 監督賞               | 『戦場のピアニスト』           | 受賞       |
| セザール賞                           | 2011年 | 作品賞               | 『ゴーストライター』           | ノミネート |
| セザール賞                           | 2011年 | 監督賞               | 『ゴーストライター』           | 受賞       |
| セザール賞                           | 2011年 | 脚色賞               | 『ゴーストライター』           | 受賞       |
| セザール賞                           | 2012年 | 脚色賞               | 『おとなのけんか』             | 受賞       |
| セザール賞                           | 2014年 | 作品賞               | 『毛皮のヴィーナス』           | ノミネート |
| セザール賞                           | 2014年 | 監督賞               | 『毛皮のヴィーナス』           | 受賞       |
| セザール賞                           | 2014年 | 脚色賞               | 『毛皮のヴィーナス』           | ノミネート |
| セザール賞                           | 2020年 | 作品賞               | 『J'accuse』                   | ノミネート |
| セザール賞                           | 2020年 | 監督賞               | 『J'accuse』                   | 受賞       |
| セザール賞                           | 2020年 | 脚色賞               | 『J'accuse』                   | 受賞       |
| ヨーロッパ映画賞                     | 1999年 | 世界的貢献賞         | 『ナインスゲート』             | 受賞       |
| ヨーロッパ映画賞                     | 2002年 | 作品賞               | 『戦場のピアニスト』           | ノミネート |
| ヨーロッパ映画賞                     | 2002年 | 監督賞               | 『戦場のピアニスト』           | ノミネート |
| ヨーロッパ映画賞                     | 2006年 | 生涯貢献賞           | -                              | 受賞       |
| ヨーロッパ映画賞                     | 2010年 | 作品賞               | 『ゴーストライター』           | 受賞       |
| ヨーロッパ映画賞                     | 2010年 | 監督賞               | 『ゴーストライター』           | 受賞       |
| ヨーロッパ映画賞                     | 2010年 | 脚本賞               | 『ゴーストライター』           | 受賞       |
| ヨーロッパ映画賞                     | 2012年 | 脚本賞               | 『おとなのけんか』             | ノミネート |
| ヨーロッパ映画賞                     | 2019年 | 作品賞               | 『オフィサー・アンド・スパイ』 | ノミネート |
| ヨーロッパ映画賞                     | 2019年 | 監督賞               | 『オフィサー・アンド・スパイ』 | ノミネート |
| ヨーロッパ映画賞                     | 2019年 | 脚本賞               | 『オフィサー・アンド・スパイ』 | ノミネート |
| ストックホルム国際映画祭             | 1999年 | 生涯功労賞           | -                              | 受賞       |
| ルネ・クレール賞                     | 1999年 | -                    | -                              | 受賞       |
| 全米映画批評家協会賞                 | 2002年 | 作品賞               | 『戦場のピアニスト』           | 受賞       |
| 全米映画批評家協会賞                 | 2002年 | 監督賞               | 『戦場のピアニスト』           | 受賞       |
| 全米映画批評家協会賞                 | 2010年 | 監督賞               | 『ゴーストライター』           | 3位        |
| 全米映画批評家協会賞                 | 2010年 | 脚本賞               | 『ゴーストライター』           | 3位        |
| カンヌ国際映画祭                     | 2002年 | パルム・ドール       | 『戦場のピアニスト』           | 受賞       |
| サンフランシスコ映画批評家協会賞     | 2002年 | 作品賞               | 『戦場のピアニスト』           | 受賞       |
| フォトグラマス・デ・プラータ         | 2002年 | 外国語映画賞         | 『戦場のピアニスト』           | 受賞       |
| ゴヤ賞                               | 2002年 | ヨーロッパ映画賞     | 『戦場のピアニスト』           | 受賞       |
| ナストロ・ダルジェント賞             | 2003年 | 外国監督賞           | 『戦場のピアニスト』           | 受賞       |
| キネマ旬報ベスト・テン               | 2003年 | 外国映画ベスト・テン | 『戦場のピアニスト』           | 1位        |
| キネマ旬報ベスト・テン               | 2011年 | 外国映画ベスト・テン | 『ゴーストライター』           | 1位        |
| リュミエール賞                       | 2011年 | 作品賞               | 『ゴーストライター』           | ノミネート |
| リュミエール賞                       | 2011年 | 監督賞               | 『ゴーストライター』           | 受賞       |
| リュミエール賞                       | 2011年 | 脚本賞               | 『ゴーストライター』           | 受賞       |
| リュミエール賞                       | 2014年 | 脚本賞               | 『毛皮のヴィーナス』           | 受賞       |
| リュミエール賞                       | 2020年 | 作品賞               | 『オフィサー・アンド・スパイ』 | ノミネート |
| リュミエール賞                       | 2020年 | 監督賞               | 『オフィサー・アンド・スパイ』 | ノミネート |
| リュミエール賞                       | 2020年 | 脚色賞               | 『オフィサー・アンド・スパイ』 | ノミネート |